# Dinumma subjecta
Dinumma subjecta är en fjärilsart som beskrevs av Walker 1865. Dinumma subjecta ingår i släktet Dinumma och familjen nattflyn. Inga underarter finns listade i Catalogue of Life.